# ケニー・オメガ
ケニー・オメガ （英語 : Kenny Omega、本名 : タイソン・スミス （Tyson Smith） 1983年10月16日 - ）は、カナダの男性プロレスラー。AEWの副社長。マニトバ州ウィニペグ出身。

## 来歴

### 生い立ち - インディー団体でのキャリア
オメガの父は地元でも有名なアイスホッケーの選手であったが、膝の怪我でプロ入りを断念した。それでも、オメガが10歳になると息子にホッケーの手ほどきを始めたという。オメガのポジションはゴールキーパーであり、もともとチームプレーよりシングル志向であったオメガには向いていたポジションであった。プロレスとの出会いは3、4歳の頃であり、元々父がプロレスファンで、テレビで中継を毎週欠かさず見ていた。オメガは父の膝元でWWFの「サタデーナイトメインイベント」に夢中になったが、オンエアの時間帯は幼児が寝ている時間帯であったためビデオに録画して翌朝に見た。プロレスが大好きになった頃から、オメガは路上に積もった雪をマットに見立てて受け身を行うなどプロレスごっこに熱中した（ごっこ遊びではなく練習のつもりであった）。こうした遊びができるので夏より冬の方が好きであった。プロレスはテレビで見るだけでなく、ウィニペグで大会があれば親に連れて行ってもらったりもした、周囲の子供たちがハルク・ホーガンのファンであり、自身としてもホーガンは気に入っていたが自身の一番のお気に入りはアルティメット・ウォリアーであった。
11歳の頃のある日、”バックヤードレスリング”のアイデアが突然ひらめき、その規模はプロレスごっこの範疇を超えて徐々に大きくなり、興行形態を模したショー形式になっていった。TCW（タイソン・チャンピオンシップ・レスリング）というプロモーション名を関したこの”バックヤードレスリング”はオメガが14歳から16歳ぐらいの頃までが活動のピークであった。本人いわく「バックヤードレスリングのアイデアは、プロレスとジャッキー・チェンの融合なんだ」とのことであり、オメガはジャッキー・チェンにも憧れていた。
ウィニペグ近郊のトランスコナの出身である縁から2000年2月にウィニペグのローカル団体 Top Rope Championship Wrestling でプロレスデビュー。ただこの試合はすぐに退場になってしまったため、オメガ本人はこの試合をデビュー戦とは捉えていなかった。シングルでプロのリングに上がったのは同年6月17日であった。この試合は食料品店でアルバイトしていたときに友人が店に駆け込み「病気で欠場者が出て、選手が足りない。今日の試合に出てくれないか?」と頼んだため、バイトを仮病で早退して出場。店から猛ダッシュでウィニペグ市内の会場へ駆け込み、ライアン・プライスとのシングルマッチに挑み、これに勝利。無名の新人がいきなりやってきて勝ってしまったのでバックステージでの反応は冷たいものであった。当初はサーフィン初心者にもかかわらず「ハワイのサーファー」というギミックだった が、後に「ストリートファイター」の波動拳などを得意技として使用する「ゲーム・アニメ好きのギーク（おたく）」というギミックに変更した。
しかし、アイスホッケーの方で忙しくなり、大学進学の話も進んでいたため、プロレス活動は一時中断してしまう。バックヤードレスリングは18歳の時に終了している。その頃のオメガには大学進学、プロレス、そして映画俳優（当時、オメガは商業映画ではないが短編映画に出演しており、次回作のオファーも受けていた）という3つの進路があったが、最終的にプロレスを選んだ。クリス・ジェリコ、ライノ、ランス・ストームらが参戦するレスリングツアーがあり、オメガはそちらへの出場を決めたのである。
その後、ROH、JAPW、PWGなどのアメリカのインディー団体で活躍しWWE傘下のDSWに参戦していたこともあるが、「レスラーとしての環境としては最高だが、ロボットに作り替えられるようだった」として自ら退団している。
2002年3月にはPCWに初参戦し、メンタロとの一戦でいきなり同団体のマッチ・オブ・ジ・イヤー（年間ベストバウト）を受賞した。ここで出会ったメンタロの指導で、オメガは様々なレスリングを吸収するようになっていく。日本のプロレス、特にインディー事情に精通していったのもこの頃である。その過程で日本への憧れが大きくなり、いつしか日本行きがオメガの目標になっていた。オメガは日本行きのチャンスを得るためにアメリカWLWが開催するレスリングキャンプに参加したが、結果としてはWWEの目に留まった。
WWE退団後、ジョン・ローリナイティスからは全日本プロレス行きも勧められたが進展はなく、オメガはアメリカを去った。2006年9月、カナダのPCWに戻って試合を行った。日本行きも諦めたわけではなく、オメガはそれ以前からいくつかの団体とコンタクトを取り、試合を収録したDVDも送っていたが、具体的な誘いはないまま時間ばかりが過ぎて行った。引退も考えていたが、PCWのリングにAJスタイルズがやってきて、スタイルズとのシングルマッチを行ったケニーは改めてプロレスの楽しさを知った。レスラー活動の継続を決めたオメガは、アメリカからやってくるインディーの大物を相手にするようになり、ピーティ・ウィリアムスやサモア・ジョーとも対戦。そして2008年3月にはアメリカに渡り、ロウキーに勝ってJAPWのタイトルを獲得した。

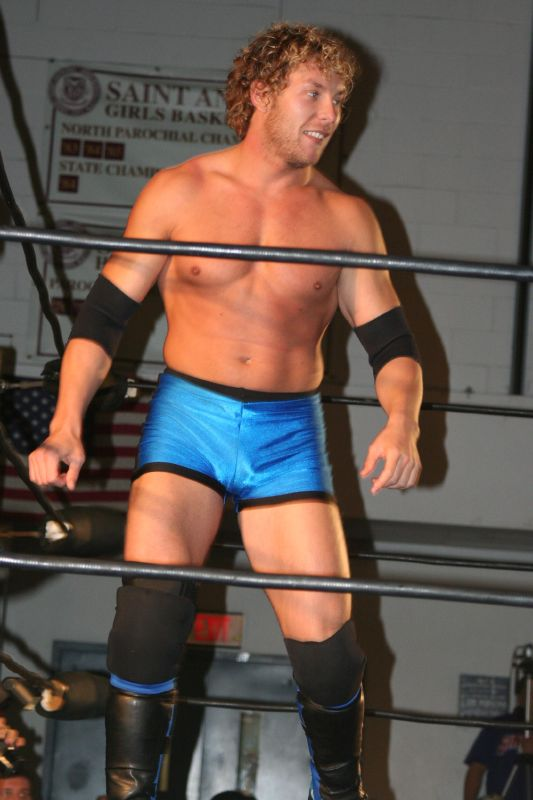
2008年

YouTubeなどの動画投稿サイトにエニウェア・マッチの動画が公開され、一部の日本のレスリングファンなどから話題になる。オメガ本人の猛烈な高木三四郎への売込み によりDDTがオメガを日本に招聘し、2008年7月に初来日した。
2009年1月より飯伏幸太と「ゴールデン☆ラヴァーズ」を結成し、第28代CMLL認定KO-Dタッグ王座を獲得するなどの結果を残している。
2010年1月31日には新日本プロレスに初参戦。新日本主催の『BEST OF THE SUPER Jr.XVII 〜STRIKE GOLD〜』に出場して金本浩二、田口隆祐などから勝利しブロック3位の成績を残した。
8月30日にはSMASH.7にも参戦。オメガのカナダ時代の師匠であるMentalloと対戦し勝利を収めた。
10月11日、新日本プロレス両国大会で飯伏との「ゴールデン☆ラヴァーズ」でIWGPジュニアタッグ王座に挑戦し、プリンス・デヴィット&田口隆祐のApollo55を下して戴冠した。その後は2度（Apollo55、邪道&外道）も防衛した。
2011年6月19日、中澤マイケルとのタッグでKO-Dタッグを奪取するも6月24日のワンマッチ興業でHARASHIMA＆HERO!組に敗れた。
7月29日、DDT新木場1stRing大会で全日本プロレスへの参戦希望を表明、これを受けて全日本のジュニアヘビー級リーグ戦への参戦が決定した。
9月11日、全日本のジュニアヘビー級リーグ戦開幕戦で世界ジュニアヘビー級王者・KAIから勝利する。10月23日、全日本・両国大会でKAIを破り世界ジュニアヘビー級王座を奪取した（第31代王者）。
2012年8月18日、DDT初の日本武道館大会のメインイベントで飯伏が保持するKO-D無差別級王座に挑戦するも敗れた。飯伏とはこれが4年ぶり2度目のシングル戦であった。
12月23日、後楽園ホール大会でエル・ジェネリコを破りKO-D無差別級王座を初戴冠。HARASHIMA、中澤マイケルを相手に防衛するも翌年の2013年3月20日、入江茂弘に敗れ防衛に失敗した。
2014年10月3日、オメガはDDTとの契約を10月いっぱいで終了し、新日本プロレスに移籍することが発表された。
10月26日、オメガはDDTラストマッチで飯伏とタッグを組み男色ディーノ&竹下幸之介と対戦、PKこころΩで勝利を収めようとするが中澤マイケルが試合を終わらせたくないと乱入するが飯伏のハイキックで排除されてしまう。さらに試合にはケニーが寮を出て行ってしまうことを悔やむ遠藤哲哉やヨシヒコに似たオメガのコスチュームをまとったケニヒコが登場するが遠藤は飯伏の正拳突きを食らいこれも排除される。試合はゴールデンシャワーでディーノから勝利しラストマッチを勝利で飾った。

### BULLET CLUBに加入 - The Eliteを結成
11月8日、オメガは新日本が主催するPOWER STRUGGLEにて、IWGPジュニアヘビー級王座の防衛に成功した田口隆祐の前にヒールユニットBULLET CLUB（略称 : BC）メンバーと共に姿を現わす。そしてBCメンバーのカール・アンダーソンから「ザ・クリーナー（洋画「ザ・クリーナー 消された殺人」から転じて「暗殺者」の意）」と紹介され、田口の保持するIWGPジュニア王座に挑戦することを表明した。

#### 2015年
2015年1月4日、レッスルキングダム9に登場し、IWGPジュニア王座を保持する田口に挑戦し片翼の天使でピンフォール勝ちを収め、第70代王者となった。その後、2月11日、THE NEW BEGINNING in OSAKAにて、田口とのリマッチを制して初防衛に成功を収めた。以降、マスカラ・ドラダ、アレックス・シェリー を相手に3度の防衛に成功していったが、7月5日、DOMINION 7.5 in OSAKA-JO HALLにて、BOSJを制し挑戦しに来たKUSHIDAとの対戦で敗北を喫し、王座から陥落した。9月23日、DESTRUCTION in OKAYAMAにて、IWGPジュニア王座を保持するKUSHIDAに挑戦。試合終盤、レフェリーのブラインドを突いてアンダーソンが試合に介入し、KUSHIDAをガン・スタンを炸裂させた後、片翼の天使を見舞いピンフォール勝ちを収め、第72代王者に返り咲いた。試合後にマイクを握ると、この試合をリングサイドで観戦していたマット・サイダルをIWGPジュニア王座の次期挑戦者として指名した。10月12日、KING OF PRO-WRESTLINGにて、サイダルを相手に初防衛戦に臨み、最後は片翼の天使を決めて勝利した。

#### 2016年
2016年1月4日、レッスルキングダム10にてIWGPジュニア王座2度目の防衛戦としてKUSHIDAと対戦。オメガもセコンドの介入を巧みに利用したダーティファイトを展開し、片翼の天使を決めようとしたところを前方回転エビ固めで丸め込まれ、ピンフォール負けとなり、王座から陥落した。
1月5日、NEW YEAR DASH !!にて、AJスタイルズとタッグを組み、CHAOSの中邑真輔 & YOSHI-HASHI組と対戦。中邑からピンフォール勝ちを収め、番狂わせを引き起こした。そして試合後、BCのチームメイトであるAJに対して片翼の天使を見舞い、後から駆け付けたBCメンバーらと共にAJを追放。同時に中邑の保持するIWGPインターコンチネンタル王座（IC王座）に挑戦を表明しヘビー級転向を宣言すると、BCの新リーダーに就任した。しかし、後に中邑は新日本を退団することを発表し、IC王座を返上。次期シリーズにてIC王座決定戦として対戦カードが組まれたが、オメガの相手は"X"と発表された。
同月30日、Road to THE NEW BEGINNINGにて、メインイベントで行われた中邑真輔壮行試合終了後に姿を現し、中邑を挑発する。そこに棚橋弘至が割って入るとオメガに自身が"X"だと宣言、IC王座決定戦の相手として名乗りを上げ、正式に選手権試合が組まれることとなった。
2月14日、THE NEW BEGINNING in NIIGATAにて、IC王座決定戦と銘打たれた試合で棚橋と対戦。ヤング・バックスの乱入など援助を受け、右肩を痛めていた棚橋を追い詰めると、最後はランニングニー3連発から片翼の天使で棚橋からピンフォール勝ちを収め、第13代王者に輝いた。
同月20日、新日本とROHの共催興行、HONOR RISING:JAPAN 2016にて、ヤング・バックスとのトリオ、The Eliteとして、NEVER無差別級6人タッグ王座を保持するCHAOSの矢野通 & ブリスコ・ブラザーズ（ジェイ・ブリスコ & マーク・ブリスコ）挑戦。最後は矢野からピンフォール勝ちを収め、第4代王者組に戴冠し二冠王となった。
同月26日、ROHが主催する14周年記念興行ラスベガス大会に参戦。NEVER6人タッグ王座の初防衛戦でKUSHIDA & ACH & マット・サイダル組と対戦。最後はサイダルからピンフォール勝ちを収め、初防衛に成功した。
その後もオメガは新日本正規軍との抗争に身を投じることとなり、4月10日、INVASION ATTACK 2016にて、NEVER6人タッグ王座を賭けた防衛戦で、棚橋 & マイケル・エルガン & ヨシタツ組と対戦。この日復帰を果たしたヨシタツの首を集中攻撃していくも、最後はニックがエルガンからピンフォール負けを喫し王座から陥落。試合後、リング上でエルガンと一触即発の睨み合いとなり、IC王座を賭けたタイトルマッチでエルガンと対戦することが決定した。4月27日、Road to レスリングどんたく 2016博多スターレーン大会にて、IC王座初防衛戦の相手としてエルガンと対戦。試合終盤、リング上から場外に設置されたテーブルに向かってのパワーボムを喰らいピンチに陥ったが、最後は片翼の天使でピンフォール勝ちを収め初防衛に成功した。
夏場にG1 CLIMAXに初出場。Bブロック最終戦8月13日両国国技館で、内藤哲也に勝利し優勝決定戦進出を決める。14日の決勝では、オメガの盟友でもある飯伏のシットダウン式ラストライドとフェニックススプラッシュやプリンス・デヴィットのブラディサンデー、AJスタイルズのスタイルズクラッシュを繰り出し、最後は片翼の天使で後藤洋央紀からフォール勝ちを収めた。初出場で初優勝、大会史上初の外国人優勝を成し遂げた。
9月22日、権利証防衛戦相手に指名したYOSHI-HASHIに勝利した。
10月10日、YOSHI-HASHIに勝利後に名乗りを挙げた後藤洋央紀と権利証防衛戦をし、勝利した。

#### 2017年
2017年1月4日、レッスルキングダム11（東京ドーム）にてオカダ・カズチカのもつIWGPヘビー級王座に挑戦。46分45秒という長丁場の戦いの末にオカダのレインメーカーの前に沈み、王座奪取を果たせなかった。
6月11日に大阪城ホールで再びオカダのIWGPヘビー級王座に挑戦、1月の東京ドームでの対決以上に壮絶な戦いを繰り広げ、60分フルタイム引き分けとなってまたも王座を奪取することは出来なかった。
7月2日、アメリカ・ロサンゼルスにて開催された新日本プロレス「G1 SPECIAL in USA」大会にて、新設されたIWGP USヘビー級王座決定トーナメントが行われ、石井智宏との決勝戦を制し初代王者に輝いた。
IWGP・US王者として、そして外国人選手初の連覇をかけて臨んだG1 CLIMAXではBブロック2位でリーグ最終戦を迎え、首位を走るオカダと対戦する。決勝戦に進むためには公式戦の30分以内での勝利が絶対条件のオメガは、序盤からオカダの痛めている首を大技も絡め徹底攻撃。オカダのレインメーカー2連発を凌いだ後、しばらく封印してあったクロイツ・ラスを解禁、最後は片翼の天使でオカダを撃破。シングル戦初勝利を挙げるとともに2年連続の決勝戦進出を決めた。
優勝決定戦では、内藤哲也と１年ぶりに対決。両者大技の応酬となるも、最後は内藤のデスティーノ2連発（旋回式＆正調）の前に敗れ、連覇はならなかった。

#### 2018年
2018年1月4日、レッスルキングダム 12（東京ドーム）にて自分自身の持つIWGP USヘビー級をかけて、クリス・ジェリコ
との闘いに勝利する。翌日の大会でオメガはジェイ・ホワイトを勧誘したが、ホワイトから不意打ちのブレードランナーを喰らい、ホワイトの加入は叶わなかった。同日、バックステージにてホワイトの挑戦を受諾する。
迎えた北海きたえーる大会2日目の1月28日、選手権試合でホワイトの挑戦を受けるも敗北し、王座から陥落することとなる。試合後、オメガはCodyと言い争いになり、和解しようとしたがCodyと同王座の次期挑戦者に名乗りを上げたハングマン・ペイジによる襲撃に遭うものの飯伏幸太がその場に駆け付け救出に成功。そして、飯伏が手を差し伸べるがオメガは俯いてしまう。やがて抱擁し、共に退場して行った。その後、オメガは自身のTwitterで「A new beginning.（新しい始まり）｣と呟いたことからゴールデンラヴァーズの復活を示唆した。その同日、The Eliteは解散したかと思われたが、Youtube のチャンネルである Being The Elite でオメガと飯伏がホテルにいるヤングバックスの2人のもとへ行くシーンがあった。
3月25日、カリフォルニアで開催された「STRONG STYLE EVOLVED」のメインイベントで飯伏とタッグを組みヤング・バックスと対戦し、勝利を収める。ヤング・バックスとの友情に揺れ、攻撃を躊躇するオメガに対し飯伏が攻撃を命じるシーンが見られた。4月1日、新日本両国国技館大会でCody＆ハングマン・ペイジ組と対戦。試合を優位に進めるも、終盤で飯伏がCodyの丸め込みでピンフォールを取られ敗戦した。復活後はじめての黒星となった。
6月9日、大阪城ホールにてセコンドに飯伏を置き、オカダ・カズチカとのIWGPヘビー級選手権試合を両者承諾の上で時間無制限三本勝負という異例の試合形式で戦った。両者一本ずつ取り合った決戦の三本目にオメガ自身のフィニッシュ・ホールドである片翼の天使をオカダに浴びせてピンフォールを奪い、1時間を超える対決を制しIWGPヘビー級王座を初獲得。第66代王者となった。試合後、オメガはリングに上がったヤング・バックスと抱擁し和解。その後のインタビューで、オメガ、飯伏、ヤング・バックスによる新ユニット「ゴールデンELITE」の結成を宣言した。
7月8日（アメリカ時間では7月7日）、サンフランシスコ大会のメインイベントでCodyを相手に初防衛戦を行う。事実上のTLCマッチとなった試合を制し初防衛を果たすものの、試合後にタマ・トンガ、タンガ・ロア、キング・ハクから奇襲を受けた。この際、Codyが助けに入ったことで2人は完全和解したものの上記の3人とバッドラック・ファレはBULLET CLUB OG（別名「Firing Squad」）を結成。Codyを含むオメガサイドはBULLET CLUB ELITEとして団結することとなった。また、この試合前日の記者会見で、質問に答える形で、日本国籍を取得したことを明らかにした。
『G1 CLIMAX 28』はBブロック予選を勝ち点12で終え、飯伏、内藤、ザック・セイバーJr.と並ぶ同点1位となった。直接対決の結果により、8月11日の予選最終戦で破れた飯伏に決勝進出を譲る格好となった（いわゆるオポネント落ち）。8月12日、8月4日大阪大会のG1公式戦で破れた石井智宏からIWGPヘビー級選手権への挑戦表明を受け、国内での初防衛戦の相手が石井に決定した。

### 新日本離脱 - AEW旗揚げ

#### 2019年
2019年1月4日、レッスルキングダム13 （東京ドーム） にて自身の持つIWGPヘビー級王座をかけて棚橋と対戦したが、39分の激闘の末敗戦となった。
2月8日（アメリカ時間2月7日）、AEWとフルタイム契約を交わした事をAEWの旗揚げ公演決起集会にて発表。
またAEWの副社長に就任した。
8月25日のDDT後楽園ホール大会において、11月3日の両国国技館大会に参戦すると発表された。約5年ぶりのDDT参戦となる。
10月19日、AAAのコリセオ・ラ・コンコルディア大会でレイ・フェニックスを破りAAA世界ヘビー級王座を獲得。
11月3日、DDT両国国技館大会に参戦、里歩と組んでアントーニオ本多＆山下実優組と対戦、アントーニオ本多に片翼の天使でフォール勝ち。

#### 2020年
2020年1月22日、アダム・ペイジと組んでフランキー・カザリアン＆スコーピオ・スカイのAEW世界タッグ王座に挑戦し、ペイジがカザリアンをフォールして王座奪取、第2代王者となる。
以降は同王座の防衛記録を重ねるが、9月5日のPPV大会オールアウトでFTR（キャッシュ・ウィーラー&ダックス・ハーウッド）に敗戦。これを機にペイジとのタッグを解消してシングル戦線に舞い戻り、10月から11月まで開催されたAEW世界王座挑戦権獲得トーナメントを勝ち抜き、挑戦権を獲得。
12月2日、AEW世界王座をかけてジョン・モクスリーと対戦し、片翼の天使でフォール勝ちを収め、同王座を初戴冠する。

#### 2021年
4月25日、リッチ・スワンとのダブルタイトル戦に勝利し、インパクト世界王座を獲得。

#### 2022年
11月20日、新日本プロレスとスターダムの合同興行「Historic X-over」において、IWGP USヘビー級王座を防衛したウィル・オスプレイに対しビデオメッセージで「お客さんが減ったのはパンデミックのせいじゃない。本当のパンデミックはお前だ。」等と日本語で挑発した。その後、翌年1月4日の東京ドーム大会にてUSヘビー級王座をかけて闘うことが決まった。

#### 2023年
1月4日、WRESTLE KINGDOM 17 in 東京ドームにてウィル・オスプレイを下しIWGP USヘビー級王座を奪取。翌5日の大田区総合体育館大会ではIWGP世界ヘビー級王座を保持するオカダ・カズチカとの王者タッグが実現し、ジェフ・コブ&アーロン・ヘナーレと対戦し勝利した。

## 人物
- 「北米路上王者」「カナダの路上王」などを名乗り、エニウェア・フォールマッチを得意としている。日本のインディープロレス事情に詳しく、アイスリボンなどの女子団体、田中安全プロレスなどのインディー団体について並々ならぬ知識を有している。
- テレビゲームや日本の漫画、アニメなどにも詳しく、オメガのリングネームも『ファイナルファンタジーVIII』に登場する最強の敵「オメガウェポン」に由来する他、自身の使用する技の名前もゲーム等が由来のものが多い。
- 海外に拠点を置く外国人レスラーにしては珍しく、日本語の習得にも熱心でカナダの興行で同室になったKUSHIDAが賞賛するほど上達している。近年では通訳を介さず日本語のみでマイクパフォーマンスも出来るほどまで上達している。2011年全日本金沢大会においてKAIからの世界ジュニア挑戦者指名を受諾する際も、「お前はもう死んでいる」と北斗の拳で使われるセリフを引用し応じてみせた。同年10月に世界ジュニア王者になって以降はさらに上達し、タイトル戦前の記者会見では相手を日本語のみで駄洒落なども交えつつ挑発するなど、流暢と言っていいレベルである。2012年、エル・ジェネリコの持つKO-D無差別級ベルトに挑戦表明するも、流暢な日本語でのものだったため、ジェネリコに「English Please.」と返答される一幕も。そして現在では会話のみならず読み書きも上達し、メールでもひらがな・カタカナ・漢字を使いこなし寿司も箸で食べるという。オメガ曰く、2010年にプロレス大賞ベストバウト（前述のIWGPジュニアタッグ王座挑戦）を受賞したことが大きかったといい、「自分には他の外国人とは違うことができるんだ。だったら日本語もしゃべれるようになってやろうって思ったよ」と語っている[44]。2014年の新日本入団会見では通訳なしで日本語で質疑応答した。BULLET CLUB加入後はほとんどの発言を英語で行っているが、日本人にも分かりやすい単語を選びながらゆっくりと話している。また、2016年のG1優勝後のインタビューでは久々に日本語で答え大会を締めた（2月14日の締めの挨拶で僅かだが日本語を解禁している）。2018年のゴールデン☆ラヴァーズ復活後はメインイベント後のマイクとバックステージで日本語を解禁している。
- オメガはWWEからは複数回オファーを受けているが、「日本ではレスラーがファンから本当のリスペクトが得られる」としてそのオファーを全て断っている[44]。2016年のG1優勝後も「日本は俺のホームなんだ」とオメガは公言していた。
- ゴールデン☆ラヴァーズとしてタッグを結成している飯伏幸太については「愛する人」と公言している。元々は、路上マッチを好み得意とする飯伏に喧嘩を売る形でDDTに参戦したのだが、シングルで対戦して以来、国籍や言語を越えて友情が芽生えたようである。しかし、新日本移籍後はBULLET CLUB（略称 : BC）入りを果たし、ヒールターンしたことで飯伏とは事実上の敵対関係となってしまい、同じBCメンバーのAJスタイルズと飯伏のIWGPヘビー級選手権試合ではAJのセコンドとして戦いを見守ったが、試合中に介入した事で飯伏を敗戦させた為、BCのメンバー達が喜ぶ陰で複雑な表情を浮かべていた。オメガは飯伏とのそれぞれの進路についての見解の違いについて「飯伏がシングルの方向に興味を示し始めた。そしてニュージャパンでIWGPジュニアのチャンピオンになった。このころ、ボクは居場所を失っていたんだ。目標を見失っていたよ。だから、イブシを超えることが必要だった。それでオールジャパンに行ったんだ」と雑誌で証言している[2]。それでも2016年のG1クライマックス決勝でもオメガは飯伏の技を使い、WWEクルーザー級クラシックに出場中の飯伏と同行している中澤マイケルに「もしも飯伏にマイナスになりそうな契約を結ばれそうになったら、お前が守って阻止してあげてくれ」と頼むなど、ヒールとしてふるまいながらも常に気にかけていた[29]。
- 下戸であることを試合後の記者会見で公言しており、実際タイトル獲得並びに防衛した試合後の乾杯をビールではなくペットボトル水で乾杯をしている（実際には飲まない）。
- 小橋建太、崔領二と共にAKB48の「恋するフォーチュンクッキー」のPVに出演しダンスを踊っている。本来は小橋と天龍源一郎が出演する予定だったが、天龍の怪我により予定が変更され、オメガと崔が小橋と共演することになった[45]。
- 2011年7月24日スターダムのリングで9歳のレスラー夢（はるか）と対戦した[46]。彼女のトレーナーをまかされていたため彼女が安全に対戦できる相手として選ばれた。テレビで放送された映像がYouTubeにあげられると話題となるとともにたくさんの脅迫が送られてきた。一部の視聴者はこの試合が彼女のプロモーションではなく少女への虐待と猥褻行為としてとらえてしまったのである。オメガはこの試合について「プロレスへの不信感、体重差、年齢差に対する不信を払拭したかった。笑わせたかった。この時間はなにが起きても不思議ではないと信じさせたかった」と語っている[47]。

## 得意技

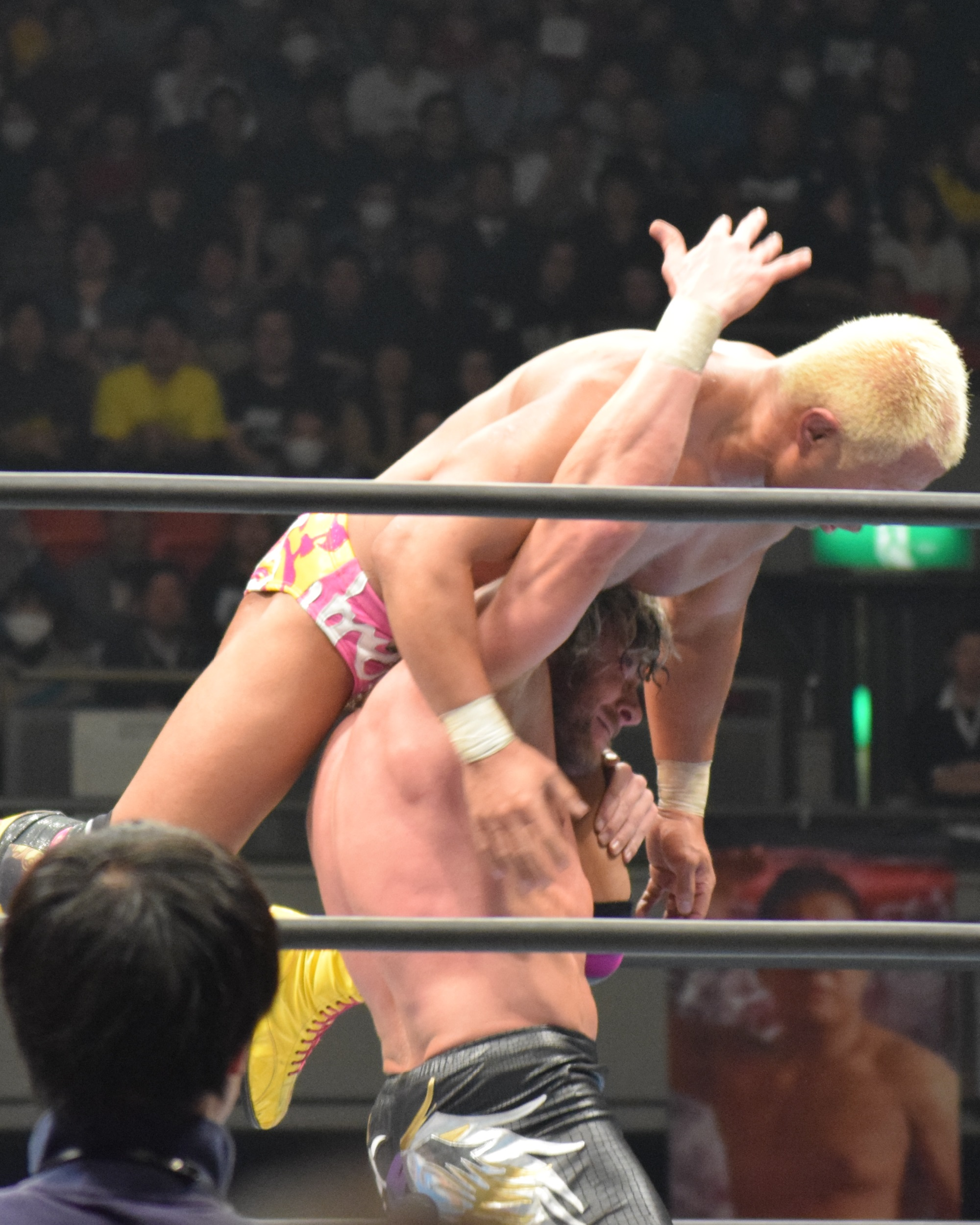
片翼の天使

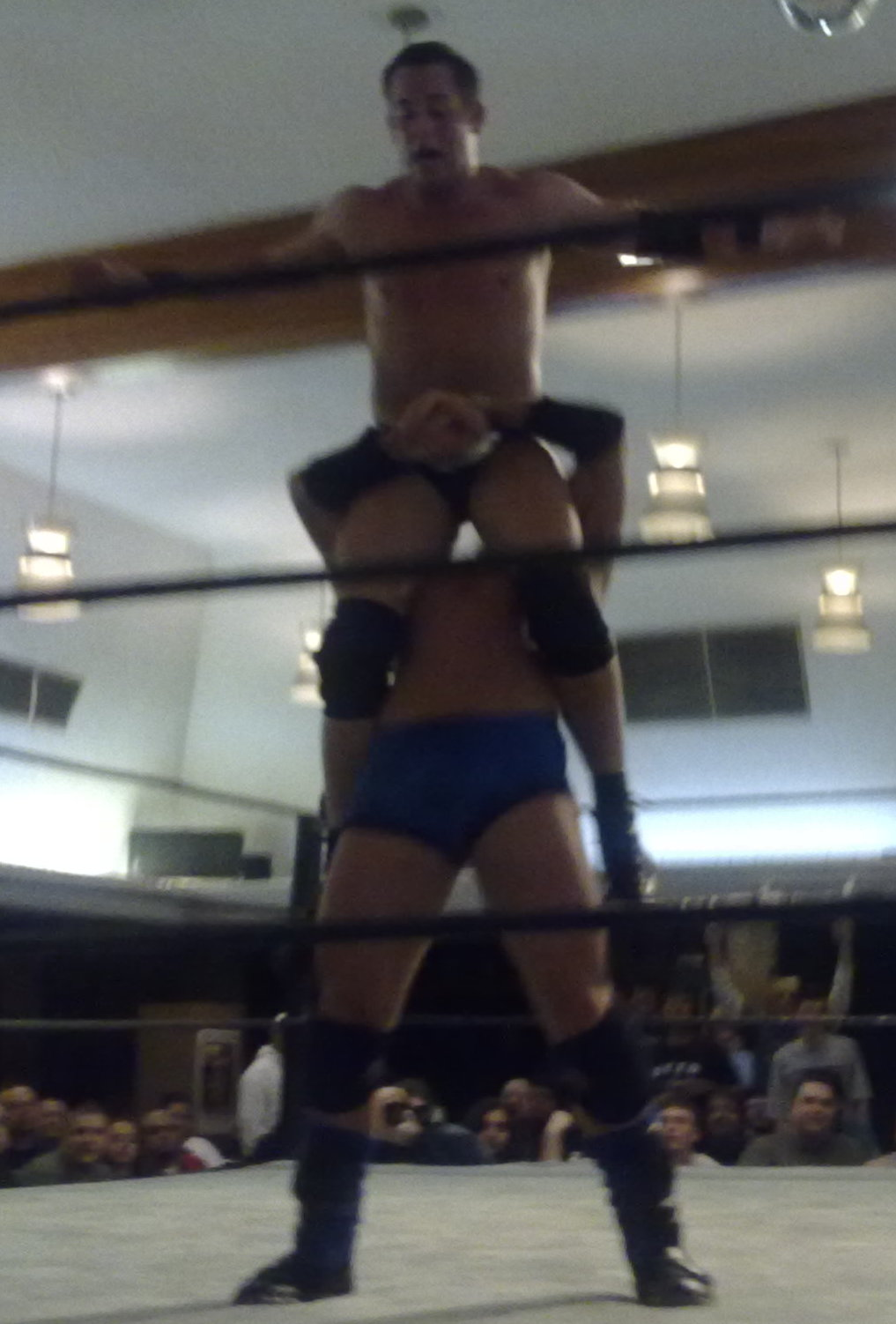
クロイツ・ラス

### フィニッシュ・ホールド
ワン・ウィング・エンジェル（片翼の天使）
現在のオメガのフィニッシュ・ホールド。
相手を肩車の体勢で担ぎ上げ、相手の首を捕らえながら前屈みの状態にし開脚ジャンプしながら自らの股の間に相手を垂直気味にマットに叩きつける技で形としては変形の垂直落下式みちのくドライバーIIに近い。ビリーケン・キッドが使用するベルディゴと同型で、2011年11月27日の田中稔戦で初披露され同技で勝利を収めている。以降、クロイツ・ラスでピンフォールを奪えなかった相手に対して繰り出される奥の手として使用されていたが、新日本プロレス移籍後はオメガのフィニッシャーとして頻繁に使用されるようになった。
技名は『ファイナルファンタジーVII』に登場するキャラクター、セフィロスのBGM「片翼の天使」に由来する。
Vトリガー
オメガが使用するニー・バットの総称。
助走をつけて二段蹴りのモーションで軽く宙に舞上がり、振り上げた右膝で相手の顔面や顎、胸板をに下から突き上げるような膝蹴りを叩き込む。ランニング・ニー・バットで蹴り飛ばすのが基本形だが、バリエーションは多彩。
直立した相手に繰り出すジャンピング・ハイ・ニーなど、オメガのニー・バットはすべてこの名称で呼ばれている。
ロープ際で片膝をついている相手の側頭部に向かって放つ型を得意としており、フィニッシャーへのつなぎ技として使用している。初期は単なる「ランニング・ニー」という名称だったが、後に「Vトリガー」という技名が付けられた。
技名は『ストリートファイターV』のゲームシステム「Vトリガー」に由来する。
レインメーカー式Vトリガー
ジャーマン・スープレックスの体勢で相手の腰に手を回し、左手で掴み取った相手の右腕を引っ張った勢いで体を向き合わせ、自身の方向へと引っ張り相手の顔面や胸板にジャンピング・ハイニーで蹴り飛ばす。オカダ・カズチカ戦の終盤に繰り出される技。
セス・ロリンズは、同様の技をレボリューション・ニーという名称でフィニッシャーとして使用している。
クロイツ・ラス
初期のオメガのフィニッシュ・ホールド
相手を肩車で担ぎ上げた状態で、相手の大腿部を押し上げるようにリフトアップさせ、空中に浮いた相手の腰に手を回してクラッチし、ジャーマン・スープレックス・ホールドの体勢で後方へ反り投げる技。より確実にピンフォールを奪えるように、後方に投げ捨てた後自らも後方回転しながら、手で相手の両足を押さえ込みエビに固める形に移行することもあり、DDT時代の大一番では雪崩式で繰り出されることもあった。
スイッチング・クロイツ・ラス
相手をパワーボムでマットに叩きつけた後、再び頭上まで持ち上げて相手の体を180°回転させながら繰り出す型は「スイッチング・クロイツ・ラス」の名称で使用している。
技名は英語で「クロイトの怒り」の意。クロイトとは、インターネット上のゲーム実況プレイヤーの名前で、感情表現が激しい実況をするクロイトの怒りを表現したかったことからこの名が付けられた。
バレットクラブ加入後は国内でのみ使用されなくなったPWG等、バレットクラブが関係無い場ではフィニッシャーとして使用しているが、2016年8月13日の両国大会での内藤哲也戦で久々に披露された。その後も2017年8月12日のオカダ・カズチカ戦などここ一番の試合で使用されている。

### 打撃技
エルボー
エルボー・スタンプ
クローズライン
ナックル・パンチ
バックハンド・チョップ
試合を展開する上で繰り出される技の一つで、打撃合戦やチェンジ・オブ・ペース目的で使用されることが多い。また繰り出すと見せかけて顔面かきむしる場合もある。
ドロップキック
延髄斬り
スーパーキック
ニーリフト
カミゴェ
膝をついた状態の相手の両腕を自分の両手でそれぞれ掴み、ノーガード状態の相手の顔面に叩き込む膝蹴り。
サッカーボールキック
フラッシュマンズ・タイムストッパー
通称「STOP!エンズイギリ」。相手に向かって「STOP!!」と大声で叫びながら手の平を相手の目の前にかざし、思わず静止した相手の隙を見計らって延髄斬りを見舞う。
新日本移籍後は見られなくなっていたが、2019年11月3日DDT両国大会参戦時に約5年ぶりに披露。
技名の由来は『ロックマン2 Dr.ワイリーの謎』のボスキャラクター、フラッシュマンの特殊武器。

### 投げ技
スープレックス
スーパープレックス
リストクラッチ・ワン・ウィング・エンジェル（リストクラッチ式片翼の天使）
相手を肩車の体勢で担ぎ上げ、相手の左腕を掴み相手の首を捕らえながら前屈みの状態で開脚ジャンプしながら自らの股の間に相手を垂直気味にマットに叩きつける技。
2017年6月11日の大阪城ホール大会、オカダ・カズチカとのIWGPタイトル戦でリストクラッチ式を披露した。
蒼い衝動
相手の右足を捕らえて左足と交差させるように抱え込みながら持ち上げて、マットに叩きつける変形のフィッシャーマン・バスター。2016年以降は正調で使われることがなくなり、「蒼い衝動」といえば以下の変形フィッシャーマン・ネックブリーカーを指すことが多くなった。
技名はbeatmania IIDXに収録されている同名の曲に由来する。
変形フィッシャーマン・ネックブリーカー
蒼い衝動の形で持ち上げて、牛殺しのような形で落とす。「蒼い衝動式牛殺し」とも。
ドラゴン・ラッシュ
スナップ式・ドラゴン・スープレックス。
背後からフルネルソンで捕らえて相手をブリッジで投げるのではなく、相手を高速で後方へ投げ捨て、受け身を取りづらくさせるノーモーションで自ら後転するような形で高速で後頭部からマットに突き刺すのが特徴。
2017年1月4日のオカダカズチカとのIWGPヘビー級王座戦においては飯伏幸太のスワンダイブ式ジャーマンを彷彿とさせるコーナートップからの雪崩式で放った（俗にいうスパイダージャーマン式ではない）。
ロープハング・ドラゴン・スープレックス
エプロンにいる相手をトップロープ越しにフルネルソンで捕らえて担ぎ上げ、両足をトップロープに掛けた状態から一気に後方へと投げ落とす、文字通りロープハング式のドラゴン・スープレックス。
雪崩式ドラゴン・スープレックス
コーナー最上段にて外向きの相手をフルネルソンの体勢で捕らえ、後方へ反り投げてマットに真っ逆さまに叩きつける衝撃の雪崩式スープレックス。2017.1.4東京ドームのIWGP戦で初披露し、観客の度肝を抜いた。
ジャーマン・スープレックス
ドラゴン・スープレックスと同様に高速で繰り出されるパターンのほか、試合終盤に繰り出す正調型などのバリエーションがある。
ドラゴン・レボリューション
股下に左腕を通しながら相手の左手首をクラッチし、右腕をハーフネルソンの体勢で捕らえながら後方へ投げ捨て、相手の頭や肩口をマットに叩きつけるスープレックス技。
ガットレンチ・パワーボム
サイド・スープレックスの体勢で捕らえた相手を頭上まで持ち上げて、開脚ジャンプしながら自らの股の間に相手をマットに叩きつける。オメガの場合は、サイド・スープレックスで抱え上げた状態で一旦静止し一気に頭上まで持ち上げながら叩きつけるのが特徴である。AEWでの実況では「Dr.Wilyボム」とも呼ばれる。
ロック・ボトム
オカダのレインメーカーへのカウンターとして使用される。ラリアットするオカダの右腕を避け、右腕でオカダの左肩を掴んで投げる。

### 組み技
雪崩式・ワン・ウィング・エンジェル（片翼の天使）
オメガがコーナートップで相手を肩車の体勢で担ぎ上げ、相手の首を捕らえながら前屈みの状態にし開脚ジャンプしながら自らの股の間に相手を垂直気味にマットに叩きつける雪崩式の片翼の天使。
2017年9月24日の神戸ワールド記念ホールで行われたジュース・ロビンソンとのIWGPUSヘビー級選手権試合で初披露。技が決まったのはこの1度のみである。
カミカゼ
相手をファイヤーマンズキャリーで抱え、前方回転しながら相手をマットに叩きつける瞬間にヘッドスプリングで素早く立ち上がる。"You can't escape！"と叫んだあと、この技でコーナー付近に叩きつけ、続けてセカンドロープからのムーンサルトプレスを繰り出していくなど主に繋ぎ技という扱いで使用している。
タイガードライバー98
相手の上半身をリバース・フルネルソンの体勢で捕らえて相手の体を垂直に持ち上げながらそのまま自身が尻餅の形で着地させて相手の頭部をマットに落下させる危険技。
変形パイルドライバー
相手の両足を自身の両脇でクラッチして落とすジャンピング・ツームストン・パイルドライバー。
2016年のG1 CLIMAXブロック最終戦（対内藤戦）で使用したほか、WRESTLIE KINGDOM 11対オカダ・カズチカ戦でもツームストンのカウンターで披露している。大一番でのみ使用される技。
同様の技を過去に飯伏が対内藤戦で披露している（NEW JAPAN CUP2015準決勝）ため、「人でなしドライバー」と呼称されることがある。
リバース・フランケンシュタイナー
基本的にチェンジ・オブ・ペース目的の技だが、試合開始直後や片翼の天使へのつなぎとしても使われる。大一番では場外マットの上で繰り出される。

### 飛び技
ミサイルキック
コーナーポストの上から飛び、相手の後頭部にヒットさせる危険技。
ノータッチ・トペ・コンヒーロ
相手にぶつかっていく際に、大きく手足を広げながら跳び上がるダイナミックなフォームで放つのが特徴。
BULLET CLUB加入後はタッグパートナーやセコンド、オメガ本人がターミネーターのテーマ曲のリズムに合わせてリングを叩く中、放っていくといったパターンが見られるようになった。
コタロー・クラッシャー
相手の後方から走り込んで両肩に手を着き、跳び箱の要領で相手の頭上を飛び越え、そのまま頭を掴んで顔面からマットに叩きつける変形フェイス・クラッシャー。元々、鈴木鼓太郎が使用していたことからその名を冠する。
フェニックス・スプラッシュ

### その他
シットダウン式ラストライド
ブラディサンデー
スタイルズ・クラッシュ
上記4つの技は2016年のG1 CLIMAX決勝戦（対戦相手は後藤洋央紀）で披露した。上2つは盟友の飯伏、下2つはかつてBULLET CLUBのリーダーであったプリンス・デヴィットとAJスタイルズの必殺技である。スタイルズクラッシュはAJスタイルズをBULLET CLUBから追放する際にも使用された。ブラディ・サンデーを除く3つの技は、その後も大一番で使われることがある。

### 反則技
ホウキ、冷却スプレーによるサミング攻撃、ガレージ缶のふた、標識の看板などがある。2016年のG1 CLIMAX優勝後は道具を使った反則技は見られなくなった。
ローブロー

### 連携技
ラストコール
アダム・ペイジと合体攻撃。 ケニー・オメガのVトリガー&ペイジのバックショット・ラリアットの合体技。
ゴールデン☆トリガー
飯伏との合体攻撃。ゴールデン☆ラヴァーズ復活後のフィニッシュ・ホールド。
復活時点で2人とも膝の打撃技（Vトリガーとカミゴェ）を使用していたことからオメガが考案した技。2人で相手の手首を片方ずつ取って身動きを取れなくし、「ゴールデントリガー！」と叫んでから膝を相手の顔面に打ち込む。事実上のツープラトンカミゴェである。
初披露は2018年2月24日のHONOR RISINGでのcody＆マーティ・スカル戦。
ゴールデンシャワー
飯伏との合体技。
2人でコーナーポスト最上段に登り、倒れ込んだ相手に指を指しながら「ゴールデンシャワー!!」と叫んだ直後、息を合わせるようにファイヤーバード・スプラッシュを放ちながら2人掛かりで相手にプレスする。ゴールデン☆ラヴァーズを象徴するフィニッシュ・ホールドとして使用されていたが、復活後は繰り出す前に妨害されることが多く成功していない。
PKこころ
飯伏との合体技。2人による合体パイルドライバー。
リング上で行うα、サードロープから行うβ、セカンドロープから行うγ、トップロープから行うΩの4種類がある。
技名の由来は、ゲームソフトのMOTHERシリーズに登場する必殺技「PK○○」（「○○」の部分はゲームのプレイヤーが自由に設定できる）。
「こころ」とした理由は、2人が愛し合っていること及び技をかけている2人のポジションがハート型に見えることを表現したため。
クロススラッシュ
飯伏との合体技。
2人同時にコーナーで刀を振るう動作をし「クロススラッシュ！」と叫び、対角線に走り込んでの同時ケブラーダ。技名の由来は『クロノ・トリガー』の「X斬り」（英語ではX-slash）から。
ゴールデン☆ラヴァーズが復活し、飯伏がBULLET CLUB預かりの形となってからは、6人以上のタッグマッチで他のBULLET CLUBのメンバーが参加することがある。
フリーダム・コール
佐々木大輔との合体技。
オメガが相手をカナディアンバックブリーカーに担ぎ、大輔がダブルインパクト式エルボーを叩きつける。
タイガー服部・スペシャル
ヤング・バックスとの合体技。
オメガがカミカゼからのライオンサルト、ニックがスワントーンボム、マットがファイヤーバードスプラッシュを放つ大技。この技でNEVER無差別級6人タッグ王座を奪取した。
トリプル・スーパーキック
ヤング・バックスとの合体技。3人同時にスーパーキックを放つ。同時のグラウディングシューティングスタープレスなど名前の付いていない連携技は他にもあり、多彩で独自なコンビネーションを誇る。

### 封印技
波動拳
片膝やハーフダウン状態となった相手の前で波動拳の構えを取り、相手の顔面ないし胸板に両手で繰り出す掌底打ち。タッグマッチでは波動拳を被弾した相手が後方へ倒れ込む勢いを利用してパートナーがジャーマン・スープレックスを仕掛けたり、2人で波動拳を放つ合体式を披露することもある。ヒールターンを機に封印された。
技名の由来はストリートファイターシリーズに登場するキャラクター、リュウ、ケン が使用する架空技からきている。
トニー・ジャー
助走を付けて「トニー・ジャー！」と叫びながらのランニング・ダブル・ニー・アタック。
ダブル・ラリアット
ストリートファイターシリーズのザンギエフの必殺技。
ファイナル・アトミック・バスター
これも同じくザンギエフの必殺技でジャーマンスープレックス→バックブリーカー→スクリューパイルドライバーの連携だが、超人的なムーヴゆえヨシヒコにしか仕掛けられない。実況では上記のように呼ばれたが、ムーヴはアルティメットアトミックバスターのものである。技をかける前にはザンギエフと同様に「祖国ノ為ニー」と叫ぶ。
オメガ・アトミック・バスター
上記のファイナル・アトミック・バスターを自己流にアレンジした技。クロイツ・ラス→ジャーマン・スープレックス→スクリューパイルドライバーに移行する技。やはりこの技を受けたのはヨシヒコのみ。

## タイトル歴
AEW
- AEW世界王座 : 1回（第3代）

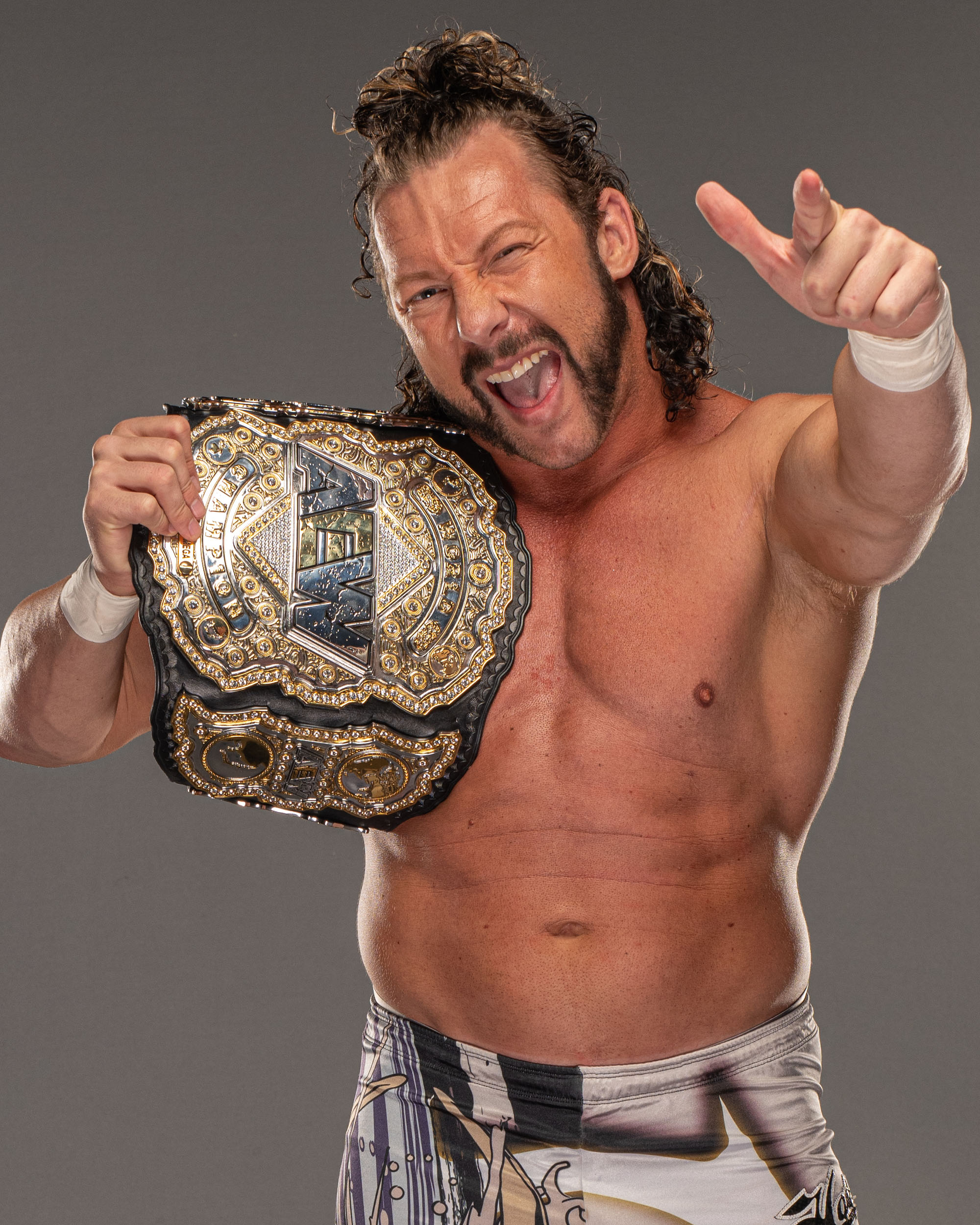
AEW世界王座

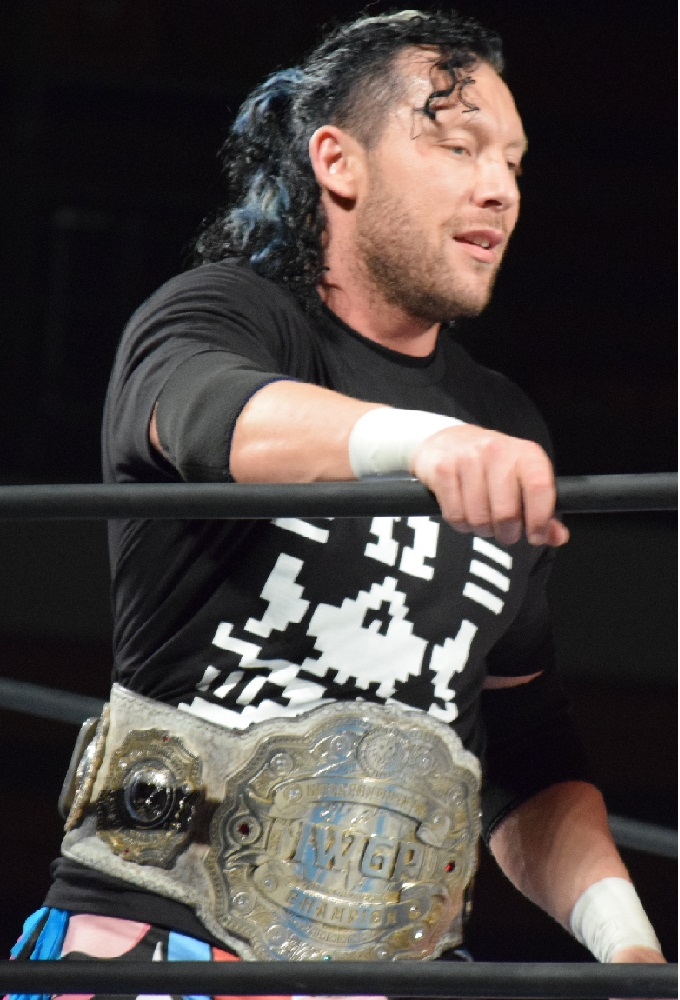
IWGPインターコンチネンタル王座

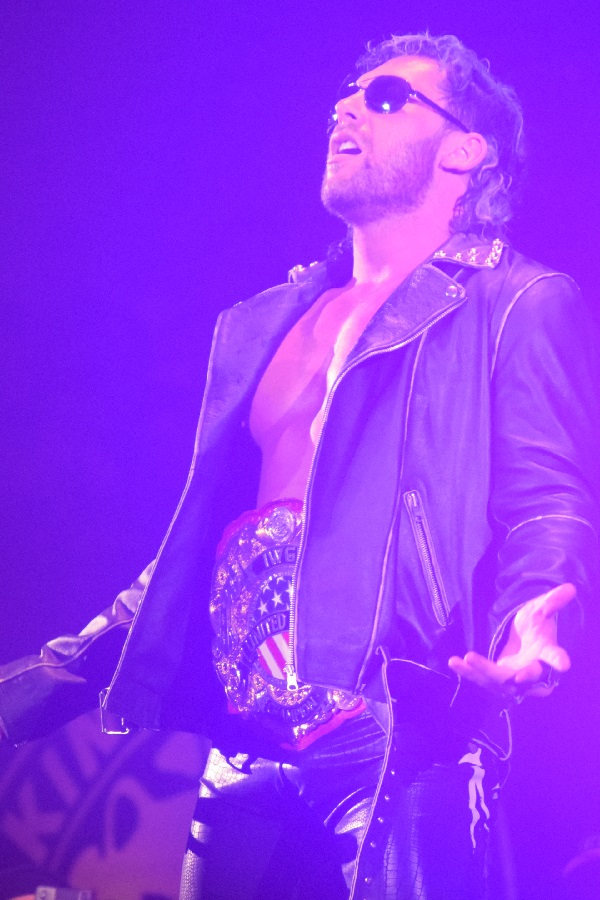
IWGP USヘビー級王座

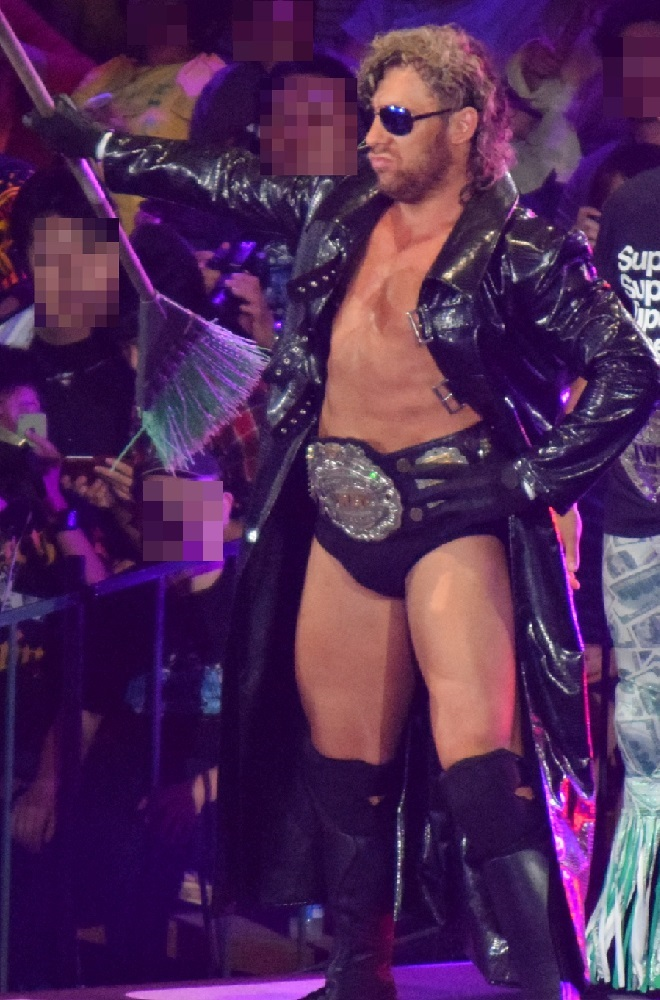
IWGPジュニアヘビー級王座を腰に巻くオメガ。

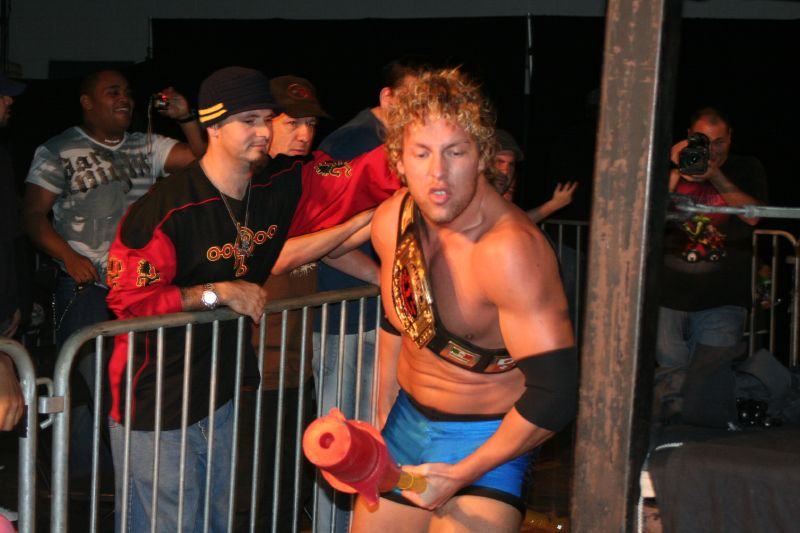
JAPWヘビー級王座を肩に掲げるオメガ。

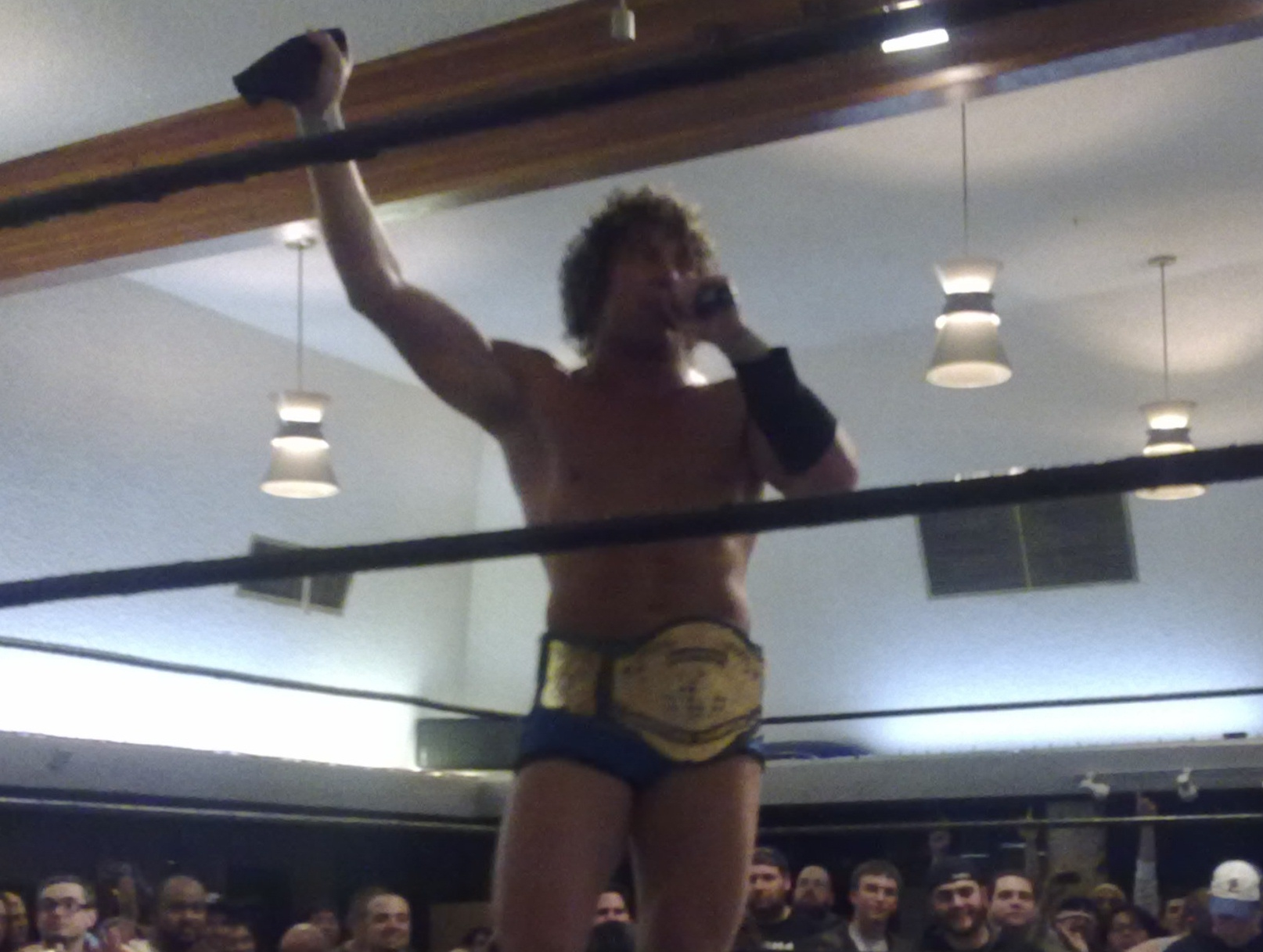
PWG世界王座を腰に巻くオメガ。

- AEWインターナショナル王座 : 1回（第11代）
- AEW世界タッグ王座 : 1回（第2代, w / アダム・ペイジ）
- AEW世界トリオ王座 : 2回（初代、第3代, w / マット・ジャクソン & ニック・ジャクソン）

新日本プロレス
- IWGPヘビー級王座 : 1回（第66代）
- IWGPインターコンチネンタル王座 : 1回（第13代）
- IWGP USヘビー級王座 : 2回（初代、17代）
- IWGPジュニアヘビー級王座 : 2回（第70、72代）
- IWGPジュニアタッグ王座 : 1回（第27代, / w 飯伏幸太）
- NEVER無差別級6人タッグ王座 : 2回（第4、6代, w / マット・ジャクソン & ニック・ジャクソン）
- G1 CLIMAX 優勝 : 1回（2016年）

全日本プロレス
- 世界ジュニアヘビー級王座 : 1回（第31代）

DDTプロレスリング
- KO-D無差別級王座 : 1回（第44代）
- DDT EXTREME級王座 : 1回（第22代）
- KO-Dタッグ王座 : 3回（第28代, w / 飯伏幸太、第36代, / w 中澤マイケル、第49代, / w 飯伏幸太）
- KO-D6人タッグ王座 : 2回（第3代, w / 飯伏幸太 & 伊橋剛太、第9代, w / 飯伏幸太 & 佐々木大輔）
- 日本海6人タッグ王座 : 1回（第2代, w / りほ & ミスター6号）
- KING OF DDTトーナメント 優勝 : 1回（2012年）

AAA
- AAAメガ王座 : 1回（第18代）

インパクト・レスリング
- インパクト世界王座：1回（第51代）

4FW
- 4FWジュニアヘビー級王座 : 1回（第11代）

CWE
- CWEタッグ王座 : 1回（初代, w / ダニー・ドゥガン）

CWF
- CWFヘビー級王座 : 1回（第32代）

JAPW
- JAPWヘビー級王座 : 1回（第30代）
- JAPWライトヘビー級王座 : 1回（第26代）

PCW
- PCWヘビー級王座 : 4回
- PCWタッグ王座 : 2回（w / ロースキルズ、w / クリス・スティーヴンス）
- プレミアカップ 優勝 : 2回 （2005年、2007年）

PWG
- PWG世界王座 : 1回（第15代）
- バトル・オブ・ロサンゼルス 優勝 : 1回 （2009年）

RCW
- カナディアン・ユニファイド・ジュニアヘビー級王座 : 3回

So Cal Uncensored
- 南カリフォルニア年間最高試合賞（2017年）vs. 石井智宏（新日本プロレス, 7月2日）[48]

TRCW
- TRCWタッグ王座 : 1回（w / ロニー・アティチュード）

プロレス大賞
- 年間最高試合賞（10月11日両国国技館、IWGPジュニアタッグ選手権試合、田口隆祐&プリンス・デヴィット vs.飯伏幸太&ケニー・オメガ）（2010年）
- 技能賞（2016年）
- 年間最高試合賞（1月4日東京ドーム、IWGPヘビー級選手権試合、オカダ・カズチカ vs.ケニー・オメガ）（2017年）
- 年間最高試合賞（6月9日大阪城ホール、IWGPヘビー級選手権試合 時間無制限3負、オカダ・カズチカ vs.ケニー・オメガ）（2018年）

日本インディー大賞
- ベストバウト（2008年、2012年、2014年）

## 入場テーマ曲
Battle Cry / Little V
AEWでの入場テーマ。2019年5月から使用。
DEVIL'S SKY
BULLET CLUB入りしてTHE ELITE結成以降のテーマ曲。2015年1月 - 2019年1月使用。
Dr. WILY STAGE 1 -OMEGAMAN MIX-
「We are ROCK-MEN! 2」に収録されているテーマ曲。2014年10月まで使用。
Dr.Wily 1（Rockman2）mix
「20th Anniversary ロックマン1~6 Techno Arrange Ver.」に収録されているテーマ曲。2012年後半まで使用。
エアーマンが倒せない / Team.ねこかん【猫】
飯伏幸太とのタッグチーム、ゴールデン☆ラヴァーズとしてのテーマ曲。
入場曲のほか、エントランスムービーもTeam.ねこかん【猫】からゴールデン☆ラヴァーズバージョンの提供を受けている。
Attenzione / Flashrider
JAPW参戦時のテーマ曲。
Hopes and Dreams / Save the World （Undertale） - GaMetal Remix
2019年1月4日、新日本プロレス WRESTLE KINGDOM13で使用された入場曲。
片翼の天使 -再生-
「FINAL FANTASY VII REMAKE ACOUSTIC ARRANGEMENTS」に収録。
2023年1月4日、新日本プロレス WRESTLE KINGDOM17で使用された入場曲。

## 決め台詞
- 「グッバイ・アンド・グッナイ バン！（Goodbye and Goodnight Bang！）」

## ミュージックビデオ出演
- サイプレス上野とロベルト吉野「READY」（2016年12月1日）
- AKB48「恋するフォーチュンクッキー」（PV）[49]